# 科学少年J.Q

本番組のタイトルロゴ

『科学冒険まんがJQ』（かがくぼうけんまんがジェイキュー、原題：Jonny Quest）は、1964年から1965年までアメリカ合衆国のABCで放送されていたハンナ・バーベラ・プロダクション製作のテレビアニメである。放送後には続編の『The New Adventures of Jonny Quest』も製作され、1986年から1987年まで同国でシンジケーション番組として放送されていた。
日本では、1965年1月29日から同年9月24日までTBSとその系列局で『科学冒険まんがJQ』のタイトルで初放送（7月9日、7月23日、8月6日と、8月20日以降は再放送）。毎週金曜 19:30 - 20:00 （日本標準時）に雪印乳業（現在の雪印メグミルク）の一社提供で放送されていた。CSの普及後には、カートゥーン ネットワークの『BOOMERANG』枠で放送されることがあった。2004年11月19日にはワーナー・ホーム・ビデオより、TBS放送当時の吹替版を収録したDVD全4巻が『J.Q. ジョニー・クエスト』のタイトルで発売された（ただし一部の差別用語は差し替えられている）。途中からTBS放送当時の吹替演出・脚本は、高桑慎一郎が、ビデオソフト版の吹替演出・脚本は、神南スタジオの創業者である藤山房伸がそれぞれ担当している。

## 物語の概要
著名な科学者クエスト博士は、息子のJQ（ジョニー・クエスト）、助手のレース、ハジ、犬のバンディたちと世界各地を回りながら研究を続けている。博士の研究を奪おうとする各国スパイや、現地の人々を苦しめる悪人や組織に狙われては危機に陥るものの、助手のレースが強い味方となり、JQやハジたちも大活躍をして事件は解決する。
SFアニメであり、レーザー光線、巨大トカゲ、クモのようなロボット、翼竜、全てのエネルギーを吸収して巨大化する電子怪獣など、さまざまな科学兵器や怪獣が登場する。エジプトのミイラが甦ったりヒマラヤの雪男が登場したりする怪奇物語風の回もある。一話完結型でさまざまな悪役が登場するが、ジン博士と名乗る中国人風の怪人は準レギュラー的な存在で、時おりJQたちに挑戦を仕掛けてくる。

## キャラクター
ベントン・クエスト博士
声 - ジョン・スティーブンソン（日本語吹き替え版 - 真木恭介（TV版）/ 家弓家正（ビデオソフト版））
世界的な科学者で、何かを研究するために世界中を飛び回っている。ピンチになるが、JQたちに助けられる。
JQ
声 - ティム・マシスン（日本語吹き替え版 - 堀絢子（TV版） / 藤田淑子（ビデオソフト版））
本名はジョニー・クエスト。クエスト博士のひとり息子。冒険好きで活発な少年。
レース・バノン少佐
声 - マイク・ロード（日本語吹き替え版 - 金内吉男（TV版） / 森功至（ビデオソフト版））
博士の助手にして、JQの家庭教師兼ボディーガード。柔道を得意としており、飛行機や潜水艦の操縦もできる多才な男。
ハジ
声 - ダニー・ブラヴォー（日本語吹き替え版 - 北条美智留（TV版） / 三田ゆう子（ビデオソフト版））
インド人の少年。クエスト博士がインドから連れてきた孤児で、賢く奇術・魔術を得意とする。JQの親友。
バンディ
声 - ドン・メシック
JQの飼っている小犬。ユーモラスで利口。
ジェイド
声 - キャシー・ルイス（日本語吹き替え版 - 不明（TV版））
- その他の担当声優（TV版）[5]：加藤精三、勝田久、市川治、大平透、和田文夫、西桂太、香山裕、上田恵司、滝口順平、小松方正、北村弘一、来宮良子
- その他の担当声優（ビデオソフト版）：青野武[4][6]、八奈見乗児[7]、宮内幸平[7]、宝亀克寿（パーキンス役）

## 各話リスト
当時、TBS放送時とカートゥーン ネットワーク放送時で放送順が異なる。また、TBS放送時の邦題もDVD発売時の邦題と異なる。
| 話数 | 話数 （TBS） | 話数 （CN） | 邦題 （TBS放送時） | 邦題 （DVD版）     | 邦題 （VHS・LD版）       | 原題                          | 日本放送日     | 米国放送日     |
| ---- | ------------ | ----------- | ------------------ | ------------------ | ------------------------ | ----------------------------- | -------------- | -------------- |
| 1    | 1            | 3           | 殺人光線           | 殺人光線           | 海底怪人の謀略           | The Mystery of the Lizard Men | 1965年 1月29日 | 1964年 9月18日 |
| 2    | 2            | 5           | 消えたミサイル     | 消えたミサイル     |                          | Arctic Splashdown             | 2月5日         | 9月25日        |
| 3    | 3            | 2           | ミイラ出現         | ミイラ出現         | 古代神殿の呪い           | The Curse of Anubis           | 2月12日        | 10月2日        |
| 4    | 4            | 7           | クエスト博士危うし | クエスト博士危うし |                          | Pursuit of the Po-Ho          | 2月19日        | 10月9日        |
| 5    | 5            | 4           | 怪奇ジン博士       | 怪奇ジン博士       |                          | Riddle of the Gold            | 2月26日        | 10月16日       |
| 7    | 6            | 6           | 殺人ガス           | 殺人ガス           |                          | Calcutta Adventure            | 3月5日         | 10月30日       |
| 9    | 7            | 1           | レース対にせレース | レース対にせレース |                          | Double Danger                 | 3月12日        | 11月13日       |
| 10   | 8            | 8           | 死の空中戦         | 死の空中戦         |                          | Shadow of the Condor          | 3月19日        | 11月20日       |
| 11   | 9            | 12          | ドクロ船           | ドクロ船           |                          | Skull and Double Crossbones   | 3月26日        | 11月27日       |
| 12   | 10           | 11          | 水素力潜水艦基地   | 水素力潜水艦基地   |                          | The Dreadful Doll             | 4月2日         | 12月4日        |
| 8    | 11           | 10          | ロボット・スパイ   | ロボット・スパイ   |                          | The Robot Spy                 | 4月9日         | 11月6日        |
| 13   | 12           | 13          | 恐怖の小人族       | 恐怖のジャングル   |                          | A Small Matter of Pygmies     | 4月16日        | 12月11日       |
| 14   | 13           | 14          | 孤島の竜           | 孤島の竜           |                          | Dragons of Ashida             | 4月23日        | 12月18日       |
| 15   | 14           | 15          | 大わしの秘密       | 大わしの秘密       | スカイ・モンスターの襲撃 | Turu the Terrible             | 4月30日        | 12月25日       |
| 16   | 15           | 17          | 火山島の不思議     | 火山島の不思議     |                          | The Fraudulent Volcano        | 5月7日         | 12月31日       |
| 6    | 16           | 9           | 地底の戦い         | 地底の戦い         |                          | Treasure of the Temple        | 5月14日        | 10月23日       |
| 19   | 17           | 16          | JQ漂流記           | JQ漂流記           |                          | Attack of the Tree People     | 5月21日        | 1965年 1月21日 |
| 17   | 18           | 18          | 化け狼来襲         | 化け狼来襲         |                          | Werewolf of the Timberland    | 5月28日        | 1月7日         |
| 18   | 19           | 20          | 秘密兵器海底戦車   | 秘密兵器海底戦車   |                          | Pirates from Below            | 6月4日         | 1月14日        |
| 20   | 20           | 19          | 電子怪獣現わる     | 電子怪獣現る       |                          | The Invisible Monster         | 6月11日        | 1月28日        |
| 21   | 21           | 21          | 悪魔の塔           | 悪魔の塔           |                          | The Devil's Tower             | 6月18日        | 2月4日         |
| 22   | 22           | 26          | 湖底のミサイル     | 湖底のミサイル     | ミサイル"Q"の謎          | The Quetong Missile Mystery   | 6月25日        | 2月11日        |
| 23   | 23           | 22          | 謎の幽霊城         | 謎の幽霊城         |                          | The House of Seven Gargoyles  | 7月2日         | 2月18日        |
| 24   | 24           | 23          | 大怪獣作戦         | 大怪獣戦           |                          | Terror Island                 | 7月16日        | 2月25日        |
| 25   | 25           | 24          | 雪男の怪           | 雪男の怪           |                          | Monster in the Monastery      | 7月30日        | 3月4日         |
| 26   | 26           | 25          | 幽霊船の海竜       | 幽霊船の海竜       |                          | The Sea Haunt                 | 8月13日        | 3月11日        |

本放送の中で再放送された回は、以下の通り。
- 「殺人光線」（1965年7月9日放送)
- 「消えたミサイル」（1965年7月23日放送)
- 「殺人ガス」（1965年8月6日放送)
- 「死の空中戦」（1965年8月20日放送）
- 「水素力潜水艦基地」（1965年8月27日放送）
- 「大わしの秘密」（1965年9月3日放送）
- 「秘密兵器海底戦車」（1965年9月10日放送）
- 「JQ漂流記」（1965年9月17日放送）
- 「ロボット・スパイ」（1965年9月24日放送、最終回）

## 放送局
★印参照：『昭和ちびっこ広告手帳 : 東京オリンピックからアポロまで』青幻舎、2009年4月20日、190頁。ISBN 9784861521812。
- ★TBS：金曜 19:30 - 20:00
- ★北海道放送：金曜 19:30 - 20:00
- ★岩手放送：金曜 19:30 - 20:00
- ★東北放送：火曜 19:30 - 20:00
- ★新潟放送：金曜 20:00 - 20:30
- ★北陸放送：火曜 19:30 - 20:00
- ★中部日本放送：金曜 19:30 - 20:00
- ★朝日放送：金曜 19:30 - 20:00
- ★中国放送：火曜 19:30 - 20:00
- ★山陽放送：金曜 19:30 - 20:00
- ★山陰放送：金曜 19:30 - 20:00
- ★RKB毎日放送：金曜 19:30 - 20:00
- ★長崎放送：火曜 19:30 - 20:00
- ★大分放送：金曜 19:30 - 20:00
- ★宮崎放送：金曜 19:30 - 20:00
- ★南日本放送：火曜 19:30 - 20:00
- ★琉球放送：火曜 19:30 - 20:00

## 主題歌
「JQ」
作詞 - 前田武彦 / 作曲 - 三保敬太郎 / 歌 - 坂本九
この曲にはカバー版が多数存在する、現時点で確認できるのは、堀絢子版、小西浩版、シルバー・レックス版の3種類である。
坂本の音源はレコード・CD化されていないため視聴は困難だが、テレビ放送当時はJQ役の堀絢子が「僕、JQです!」という台詞からオープニングが始まっていた。
この主題歌は本放送のみで、再放送ではオリジナル版が使用された（ソフトやカートゥーン ネットワークも同様）。

### レコード
- ソノシートドラマ「冒険まんがJQ 『殺人光線の巻』」（出版 - コダマプレス、品番 - KS-172、歌 - 堀絢子、演奏 - 植田ヨシヤス、スイング・ウエスト）
- ソノシートドラマ「冒険まんがJQ 『ロボットスパイ』」（出版 - コダマプレス、品番 - KS-174、歌 - シルバーレックス）
- ビクターミュージックブック「テレビ漫画大行進」（出版 - ビクター音楽出版、品番 - MB-135、歌 - 小西浩）
- フォノシート「テレビマンガのうた　現代フォノグラフ5」（出版 - 現代芸術社、品番 - DM5-1、歌手 - 不明）

## 続編作品

### テレビ作品
The New Adventures of Jonny Quest
アメリカ合衆国で1986年9月14日から1987年3月1日までTNTで放送されたテレビアニメ。日本では未放送だが、第4話「新たなパートナー（Deadly Junket）」は『トムとジェリー スパイ・クエスト』のDVDに映像特典で日本語字幕版が収録されている。
- 声の出演
  - JQ - スコット・メンヴィル
  - クエスト博士 - ドン・メシック
  - バンディット - ドン・メシック
  - ハジ - ロブ・ポールセン
  - ジン博士 - ヴィック・ペラン
  - ハードロック - ジェフリー・タンバー
  - レース - グランヴィル・ヴァン・デュセン

The Real Adventures of Jonny Quest
アメリカ合衆国で1996年8月26日から1997年4月16日までカートゥーン ネットワークで放送されたテレビアニメ。日本では未放送。
- 声の出演
  - JQ - J・D・ロス→クイントン・フィン
  - ハジ - マイケル・ベンヤアー→ロブ・ポールセン
  - クエスト博士 - ジョージ・シーガル→ジョン・デ・ランシー→ドン・メシック
  - レース - ロバート・パトリック→ロバート・フォックスワース→グランヴィル・バン・デュセン
  - バンディット - フランク・ウェルカー
  - ジェイド - タイシア・ヴァレンザ
  - ジン博士 - クライド・クサツ
  - ジェシー - ジェニファー・ヘイル→ジェシー・ダグラス

ジェリーストーン!（Jellystone!）
アメリカ合衆国で2021年7月29日からHBO Maxで配信されているストリーミングアニメ。日本では2022年6月4日よりカートゥーン ネットワークにて放送開始。この作品ではハンナ・バーベラの仲間たちが登場しており、JQとハジも登場している。

### 映画作品
JQ 黄金仮面の謎（Jonny's Golden Quest）
1992年に製作されたアニメ映画、アメリカ合衆国では1993年4月4日にUSAネットワークで放送された。日本では2002年にカートゥーン ネットワークで放送。
- 声の出演
  - JQ - ウィル・ニッパー（下和田裕貴）
  - ハジ - ロブ・ポールセン（菅沼久義）
  - ジェシー - アンディ・マカフィー（石川静）
  - クエスト博士 - ドン・メシック（内田直哉）
  - レース - グランヴィル・ヴァン・デュセン（咲野俊介）
  - バンディット - ドン・メシック（真殿光昭）
  - ジン博士 - ジェフリー・タンバー（緒方賢一）
  - ジェイド - ジョベス・ウィリアムズ（安藤麻吹）
  - レイチェル・クエスト - メレディス・マクレイ（堀越真己）

Jonny Quest vs. The Cyber Insects
テレビ向けに製作されたアニメ映画、アメリカ合衆国では1995年11月19日にTNTで放送、日本では未放送。
- 声の出演
  - JQ - ケビン・スメッツ
  - クエスト博士 - ドン・メシック
  - バンディット - ドン・メシック
  - ハジ - ロブ・ポールセン
  - ジェシー - アンディ・マカフィー
  - ジン博士 - ジェフリー・タンバー

トムとジェリー スパイ・クエスト（Tom and Jerry：Spy Quest）
アメリカ合衆国で2015年6月9日に公開されたアニメ映画、日本では2015年7月15日よりDVDが発売された。本作はトムとジェリーとのコラボ作品。
- 声の出演
  - トム - スパイク・ブラント（肝付兼太）
  - ジェリー - ジャニス・カワエ（堀絢子）
  - ドルーピー ジョー・アラスカイ（中尾隆聖）
  - スパイク - スパイク・ブラント（島香裕）
  - JQ - レース・ハートウィッグ（田谷隼）
  - ハジ - アーニー・パントジャ（茂木たかまさ）
  - クエスト博士 - エリック・バウザ（世古陽丸）
  - ジン博士 - ジェームズ・ホン（坂東尚樹）
  - レース - マイケル・ハンクス（加瀬康之）
  - ジェイド - ティア・カレル（三瓶由布子）
  - バンディット - スパイク・ブラント
- 日本語版製作
  - 吹替翻訳 - 小寺陽子（東北新社）